# Bridal Veil
Bridal Veil az Amerikai Egyesült Államok északnyugati részén, Oregon állam Multnomah megyéjében elhelyezkedő kísértetváros.

## Története
A Bridal Veil Falls Lumbering Company fafeldolgozója az 1886-ban alapított településtől 1,6 kilométerre, a Larch-hegységben volt; a cég 1886 és 1936 között működött. A térségben Bridal Veil és Palmer gyárvárosok egymástól függtek. A hegységben feldolgozott faanyagot vízi úton a vasúthoz úsztatták, majd onnan vasúton Bridal Veilbe szállították. A palmeri gyár 1936-ban megszűnt.
Az 1936-os tűz a térség erdőiben sok kárt okozott, a Bridal Veil-i gyár is bezárt. 1937-ben a települést megvásárolta a Kraft Foods számára ételdobozokat készítő Bridal Veil Lumber and Box Company, amelyet 1960-ban felszámoltak. Ma az itt készült dobozok ritkaságnak számítanak.
1955 és 1960 között Leonard Kraft, a Bridal Veil Lumber and Box Company elnöke a térség életét bemutató hírlevelet publikált. A cég fafeldolgozója több tulajdonosváltást követően 1988-ig működött.

### Nevének eredete
A hagyomány szerint a Baily Gatzert gőzhajó egy utasa megjegyezte, hogy a vízesés esküvői fátyolra (angolul bride’s veil) hasonlít. Az elnevezés kezdett meghonosodni, majd 1886-ban, a posta és a vasútállomás megnyitásakor a helységet hivatalosan is így nevezték el.

## Emlékezete
A terület 1990-ben az amerikai közföldalaphoz került; a történelmi társaság tízéves erőfeszítései ellenére az épületeket 2001-ben lebontották. 2006 júliusában a földet az erdőszolgálatnak tervezték értékesíteni.
A 2006-os emlékezet napján a történelmi társaság az 1994 óta nem használt temetőben megemlékezést tartott. Az eredeti tulajdonosok (a Bridal Veil Lumbering Company vezetőinek leszármazottai) megtalálásához önkéntes jogászok segítségét is igénybe vették, és a temető a társaság tulajdonába került. Az 1900-as években a településen diftéria- és himlőjárvány volt. Geri Canzler, a történelmi társaság elnöke reménykedett, hogy a templom és a posta tulajdonjogát is megszerzik.
A templomot 2011. október 27-én lebontották.

## Postai pecsét
A település népszerű esküvői helyszín (a bride szó jelentése menyasszony); tavasszal és nyáron több ezren innen küldik el esküvői meghívóikat, hogy a helyi postai pecsét kerülhessen rá. A helyiek a posta bezárása ellen az esküvői forgalommal érvelnek.

## Nevezetes személy
- Hershel McGriff, NASCAR-versenyző[5]

## Fordítás
- Ez a szócikk részben vagy egészben  a   Bridal Veil, Oregon című angol Wikipédia-szócikk ezen változatának fordításán alapul.  Az eredeti cikk szerkesztőit annak laptörténete sorolja fel. Ez a jelzés csupán a megfogalmazás eredetét és a szerzői jogokat jelzi, nem szolgál a cikkben szereplő információk forrásmegjelöléseként.